# (8003) Kelvin
(8003) Kelvin – planetoida z pasa głównego asteroid okrążająca Słońce w ciągu 3 lat i 116 dni w średniej odległości 2,22 au. Została odkryta 1 września 1987 roku w Europejskim Obserwatorium Południowym przez Erica Elsta. Nazwa planetoidy pochodzi od Lorda Kelvina, brytyjskiego fizyka, twórcy skali bezwzględnej temperatur. Przed nadaniem nazwy planetoida nosiła oznaczenie tymczasowe (8003) 1987 RJ.